# 察北专区
察北专区，河北省已撤消的专区。1949年置。在今河北省西北部。
原属察哈尔省，辖张北、宝源、康保、多伦、化德、商都、尚义、崇礼等县。专员公署驻张北县。1950年宝源县分设宝昌、沽源两县；宝昌、多伦、化德三县划归内蒙古自治区。1952年划归河北省后撤销，与察南专区合置张家口专区。